# La Perspective Nevski
La Perspective Nevski (en russe : Невский проспект) est une nouvelle de Nicolas Gogol parue en 1835.

## Historique
La nouvelle paraît d'abord dans le recueil en prose Arabesques en 1835. À sa sortie, l'œuvre fut saluée par Alexandre Pouchkine comme la plus aboutie de Gogol. En 1843, dans ses Œuvres complètes, Gogol décide d'inclure La Perspective Nevski, avec Le Nez, Le Manteau, Le Portrait et Le Journal d'un fou, dans le recueil des Nouvelles de Pétersbourg. Elle est la plus réaliste des cinq nouvelles du recueil.

## Résumé
« Il n'y a rien de mieux que la perspective Nevski, du moins à Pétersbourg ; pour lui, elle est l'alpha et l'oméga. De quoi cette rue la belle de notre capitale ne brille-t-elle pas ! Je sais que pas un seul de ses pâles et fonctionnaires habitants n'échangerait la Perspective Nevski pour tous les biens du monde. »

— Nicolas Gogol,  Incipit de La Perspective Nevski.
Le récit a pour décor le centre de Saint-Pétersbourg. L'intrigue se met en place autour de la perspective Nevski, rue principale et passage obligé des habitants de la capitale de l'Empire russe, dont les figures changent au gré des heures. Gogol commence par décrire la perspective à l'aube, quasi vide, qui se peuplent d'abord de nécessiteux et de mendiants, puis d'ouvriers. La rue se remplit ensuite d'écoliers et de leurs précepteurs et de gouvernantes. « [...] bref, à ce moment-là, la Perspective Nevski est une Perspective Nevski pédagogique. » Les occupants de la Perspective changent alors, la population devient plus mondaine. Fonctionnaires de différents ministères attentifs à leur apparence plus qu'à toute autre chose : « Ici, vous rencontrerez des moustaches magnifiques, qu'aucune plume, aucun pinceau ne peut représenter ; des moustaches auxquelles est consacrée la bonne moitié d'une vie, - objets de longues veilles, du jour comme de la nuit, des moustaches sur lesquelles s'épanchent des parfums et des aromates exaltants et qu'on lisse des pommades les plus rares et les plus riches, qu'on enveloppe la nuit dans du vélin de toute finesse, des moustaches qui respirent l'attachement le plus touchant de leurs détenteurs et dont les passants sont jaloux. », badauds insolites et improbables.
Puis, le récit s'attache à suivre les pas de deux de ces passants qui marchent de conserve. Tout d'abord, Piskariov, un jeune peintre naïf, et Pirogov, un lieutenant. Deux personnages dont le premier connaîtra un destin tragique, l'autre un sort grotesque.

## Commentaires
Gogol offre, au-delà de son style direct et simple, une vision d'apparence désabusée sur la vie citadine et sur la société pétersbourgeoise.
Nouvelle étrange, dont les transitions entre ironie et tendresse semblent aussi brutales que sa structure dramatique même, le texte semble soutenu par une fine ironie. En effet, ici, le rire d'habitude naturel chez Gogol devient jaune. Au lieu de paraître impressionnée ou éblouie, la narration semble rêver aux fantômes vivants que sont les passants de la perspective Nevski.

## Adaptation cinématographique
Le film italien Celle qui passait (La passeggiata) de Renato Rascel sorti en 1953 s'est très librement inspiré de la nouvelle de Gogol.